# معمر فائق

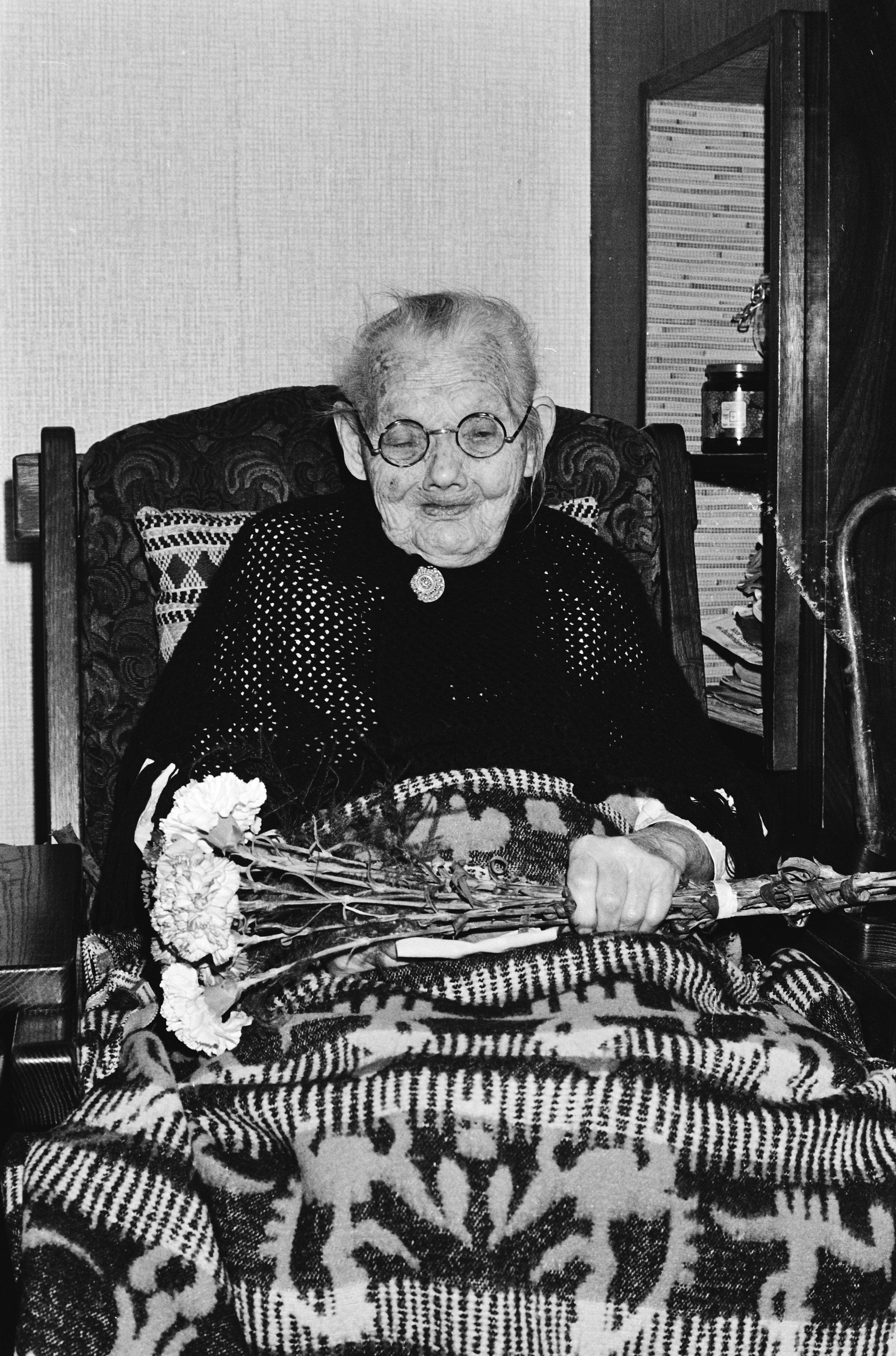

المعمرون الفائقون أو المئويون الفائقون هم فئة من المعمرين ممن تجاوزت أعمارهم 110 أعوام وأكثر، وتبلغ نسبة المعمرون الفائقون 1 من أصل 1000 معمر (المعمر الذي تجاوز عمره 100 عام)، أتت التسمية وُفق الترجمة الإنجليزية (Supercentenarian) والتي هي ناتج جمع كلمتين هما Super بمعنى فائق أو عظيم وكلمة centenarian والتي تعني المعمر، تشير التقديرات إلى وجود ما بين 350 إلى 400 شخص في العالم حالياً ممن يبلغون عمر 110 سنوات فأكثر، وأكثرهم من الولايات المتحدة واليابان، والمملكة المتحدة، وفرنسا، وإيطاليا.